# Ruta 101 (Costa Rica)
La Ruta 101, oficialmente Ruta Nacional Secundaria 101, es una ruta nacional de Costa Rica ubicada en la provincia de San José.

## Descripción
En la provincia de San José, la ruta atraviesa el cantón de San José (el distrito de La Uruca), el cantón de Tibás (los distritos de San Juan, Cinco Esquinas, Anselmo Llorente, Colima).